# Bertelsmann Building
El Bertelsmann Building, actualment conegut com a 1540 Broadway, és un gratacel de 44 pisos dedicat a oficines situat a la plaça Times Square a Nova York, concretament al carrer 45. Fou construït entre 1989 i 1990 i mesura 187,7 metres per a quaranta-quatre pisos. Anteriorment, a la finca que ocupa l'edifici hi havia el Loew's State Theatre (1921), i abans d'aquest, l'espai l'ocupava la residència d'actors i actrius més coneguda de la ciutat, l'alberg Bartholdi Inn (1899).